# Cupid (série de televisão de 2009)
Cupid é uma série de televisão americana que estreou na ABC em 31 de Março, 2009 às 10:00 PM.  A série é um remake de Cupid de 1998, mudando o cenário de Chicago para New York City.
A série foi cancelada em 19 de Maio, 2009.
A série "Cupido" em Portugal estreou no canal FOX Life em Setembro de 2009.

## Sinopse
Claire é uma psiquiatra que precisa tratar de um excêntrico paciente, Trevor, que alega ser o Deus grego Cupido, que foi expulso do Olimpo e só poderá voltar depois que unir 100 casais de solteiros.

## Elenco
- Cupid / Eros (Bobby Cannavale)
- Dr. Claire McCrae (Sarah Paulson)
- Félix Arroyo (Rick Gomez)
- Lita Arroyo (Camille Guaty)

## Audiência
| Episódio Número | Episódio                 | Audiência | Share | Rating/Share (18-49) | Audiência (milhões) |
| --------------- | ------------------------ | --------- | ----- | -------------------- | ------------------- |
| 1               | "Pilot"                  | 4.8       | 8     | 2.3/6                | 7.56                |
| 2               | "Live and Let Spy"       | 3.8       | 6     | 1.8/5                | 6.22                |
| 3               | "The Great Right Hope"   | 4.1       | 7     | 1.8/5                | 6.59                |
| 4               | "The Tommy Brown Affair" | 3.8       | 6     | 1.8/5                | 6.16                |
| 5               | "Shipping Out"           | 3.5       | 6     | 1.7/5                | 5.14                |
| 6               | "Left of the Dial"       | 3.6       | 6     | 1.4/4                | 5.50                |
| 7               | "My Fair Masseuse"       |           |       | 1.5/3                | 2.31                |